# سوری‌ها در اردن
پناهندگان سوری در اردن (انگلیسی: Syrians in Jordan) شامل مهاجرانی است که از سوریه به اردن آمده‌اند که نسل بعدی آنها را نیز در بر می‌گیرد. آمار تقریبی سوری‌های ساکن اردن که در اوت ۲۰۱۵ ثبت نام کرده‌اند حدود ۶۲۹٫۲۴۵ بوده‌است، هرچند برخی منابع مدعی هستند که در اوت ۲۰۱۵ آمار تقریبی ۱٫۴۰۰٫۰۰۰ بوده که عمدتاً شامل پناهندگان جنگ داخلی سوریه می‌باشد.

## پیامدها و مشکلات
در دیدار دوجانبه سران اردن ـ عربستان در مارس ۲۰۱۷، موضوع کمک‌های عربستان سعودی به اردن برای حل مسائل پناهندگان سوری بحث شد، زیرا شرایط اقتصادی اردن به خاطر قبول حدود ۵/۱ میلیون پناه‌جوی سوری فشار زیادی را بر اقتصاد کشور اردن وارد می‌کند.
نیکی هیلی، سفیر آمریکا در ملل متحد در اول ژوئن ۲۰۱۷ ضمن بازدید از کمپ‌های پناهندگی سوری‌ها در اردن و سوریه گفت: «هدف من از سفر به ترکیه و اردن این بود که ببینم وضعیت پناهندگان در آنجا چگونه است و وضعیت حیرت‌انگیزی را دیدم. اول ازهمه اینکه اردن و ترکیه به خاطر نحوه میزبانی‌شان از پناهندگان، سزاوار پشتیبانی زیادی هستند… کشور کوچکی مانند اردن، یک‌میلیون پناهنده را در خود جای‌داده‌است. ترکیه نیز ۳ میلیون پناهنده را پذیرفته‌است. این‌ها ارقام خیلی بالایی هستند…»
عماد الفاخوری، وزیر برنامه‌ریزی اردن در ملاقات با نیکی هیلی، سفیر آمریکا در سازمان ملل گفت اردن بیش از ماکزیمم ظرفیت خود، پناه‌جو پذیرفته‌است و هم‌اکنون زیر بار فشار سنگینی به خاطر میزبانی از پناه‌جویانی است که از سوریه به اردن فرار کرده‌اند.
سازمان کمک به پناهندگان سازمان ملل متحد بیشتر از ۶۸۰ هزار سوری پناهنده را در اردن ثبت‌نام کرده‌است. مقامات اردنی می‌گویند که به‌طور واقعی شمار پناه‌جویان بیش از یک‌میلیون و سیصد هزار نفر است. آن‌ها هم‌چنین می‌گویند که هزینه رسیدگی به این پناه‌جویان از سال ۲۰۱۱ تا سال ۲۰۱۷ میلادی نزدیک به شش میلیارد یورو بر اقتصاد اردن تحمیل کرده‌است و تا سال ۲۰۱۸ هم به هشت میلیارد دلار دیگر برای این کار نیاز هست.